# Samm Henshaw

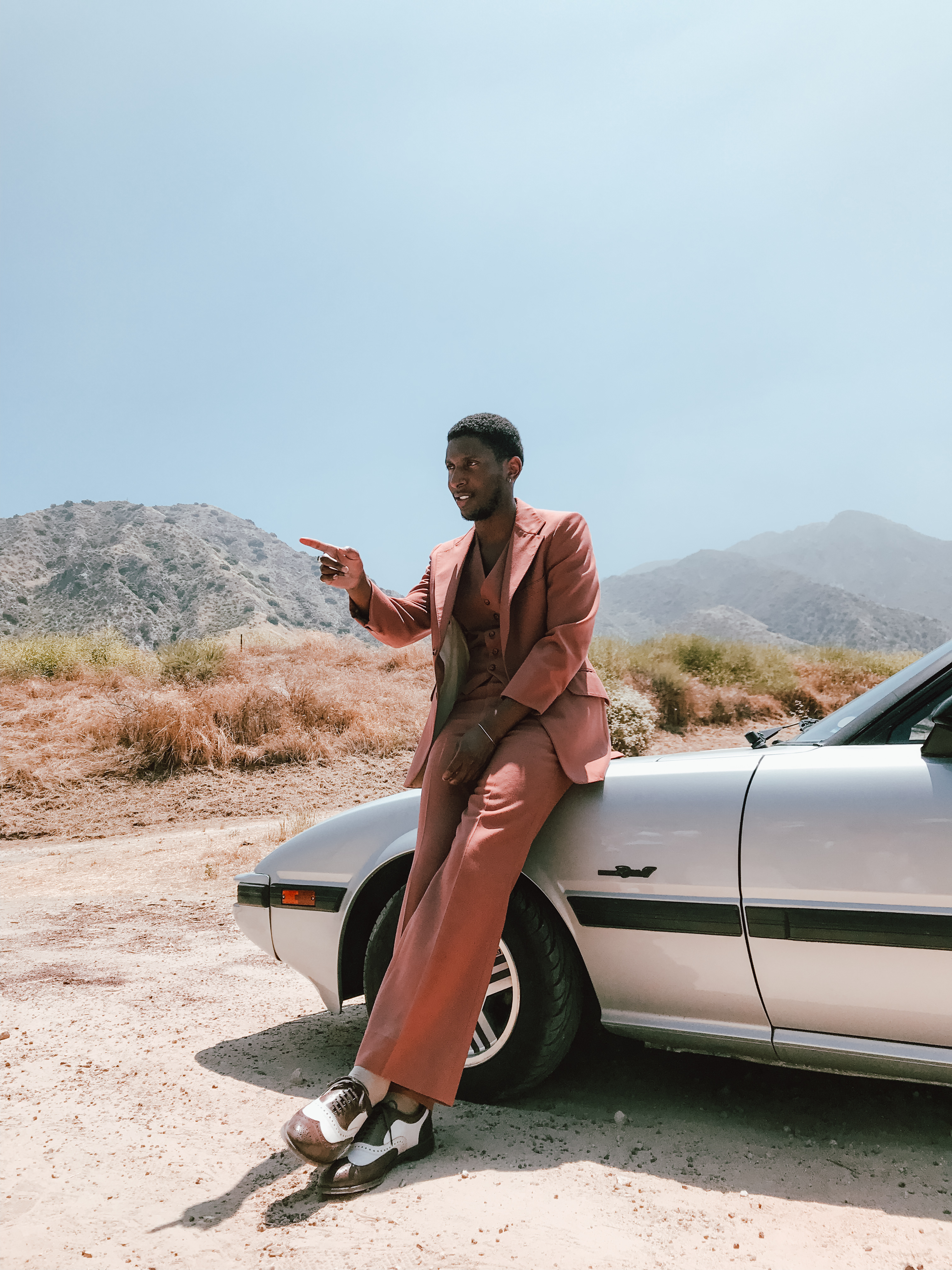
Samm Henshaw (2019)

Iniabasi Samuel Henshaw, bekannt als Samm Henshaw (* 22. Februar 1994 in London), ist ein britischer Musiker.

## Leben
Henshaw ist nigerianischer Abstammung und wuchs in South London auf. Henshaw sammelte erste musikalische Erfahrungen in der Kirche, in der sein Vater Pastor war. Anschließend studierte er Popmusik an der Solent University in Southampton, wo er seinen Abschluss machte und in seinem letzten Jahr einen Vertrag mit BMG abschloss. 2015 unterschrieb er bei Columbia Records und gab im selben Jahr sein Debüt mit der EP The Sound Experiment.
Seine Single The World Is Mine ist Titelsong der Fernsehserie Alex Rider.

## Diskografie
Alben
- 2022: Untidy Soul

EPs
- 2015: The Sound Experiment
- 2016: The Sound Experiment 2

Singles
- 2018: How Does It Feel?
- 2018: Broke
- 2018: Doubt (feat. Wretch 32)
- 2019: Church (feat. Earthgang)
- 2019: The World Is Mine
- 2019: Only One to Blame
- 2020: Change for Me (with Brasstracks)
- 2020: All Good
- 2021: Still Broke (feat. Keyon Harrold)
- 2021: Grow
- 2021: Chicken Wings